# Carter Revard
Carter Curtis Revard (25 de març de 1931) és un poeta, acadèmic i escriptor estatunidenc. és osage i francocanadenc per part de pare i euroamericà per part de mare. Va créixer a la reserva tribal a Oklahoma. Va fer els primers estudis en una escola d'una sola habitació, i va guanyar una beca per assistir a Universitat de Tulsa on es va llicenciar.
El seu nom Osage, Nom-Peh-Wah-The (Nompehwahthe), li fou donat en 1952 per la seva àvia materna Josephine Jump. Aquell any va obtenir una Beca Rhodes per fer un postgrau a la Universitat d'Oxford. Després de completar un doctorat a la Universitat Yale, Revard va fer major part de la seva carrera acadèmica a la Universitat de Washington a St Louis, on es va especialitzar en literatura medieval britànica i lingüística.
Des de 1980, Revard s'ha convertit en un destacat poeta i escriptor natiu americà, i ha publicat diversos llibres, així com de nombrosos articles sobre la literatura. Ha rebut nombrosos premis pel seu treball.

## Primers anys i educació
Revard va néixer a Pawhuska, Oklahoma, una vila dins la reserva índia Osage. Va créixer a Buck Creek Valley unes 20 milles a l'est, on ell i la seva g ermana bessona tenien set germans més. Tenien ascendència osage, ponca, francesa, irlandesa, i escoto-irlandesa. Als nens se'ls ensenyava fins al vuitè grau en una escola d'una sola habitació a la reserva. Va aprendre una mica d'osage i ponca, que eren idiomes relacionats. Combinaven el treball escolar amb les tasques agrícoles i petits treballs. Revard també va ajudar a capacitar llebrers per a la competició. Va ser a estudiar al Bartlesville College High; Revard acredità als seus mestres la inspiració del seu interès per la literatura i la ciència.
Va guanyar una beca concurs radiofònic i va assistir a la Universitat de Tulsa, on es va llicenciar. Va ser apadrinat pel professor Franklin Eikenberry, qui el va recolzar en l'obtenció d'una beca Rhodes per estudiar a la Universitat d'Oxford, on Revard va guanyar una altra llicenciatura. Després de tornar als Estats Units fou encoratjat per Eikenberry a fer més estudis de postgrau. Revard va obtenir un Doctorat en anglès a la Universitat Yale en 1959.

## Carrera acadèmica
Revard va ensenyar a l'Amherst College. A començaments de 1961 va donar classes a la Universitat Washington a Saint Louis, on va fer la seva carrera acadèmica. El territori tradicional dels Osage era a la regió de Missouri abans de ser traslladats a una reserva.
Principal enfocament acadèmic de Revard al llarg de la seva carrera ha estat els manuscrits britànics medievals i el seu context social. És una veu respectada en aquest camp. Va desenvolupar classes en el desenvolupament del llenguatge per al seu estudi pels professors de secundària, per involucrar-los en el gran treball en un llenguatge que els seus estudiants adolescents s'hi dedicaven. Revard també ha publicat treballs acadèmics sobre lingüística (específicament en la transició entre anglès mitjà i les formes posteriors de la llengua).
El 1967, Revard va treballar en un projecte a Califòrnia finançat pels militars, que consistia a posar un gran diccionari de la llengua anglesa en forma accessible per ordinador, i en el desenvolupament de programes per accedir-hi; va participar com a "lingüista semàntic". Es relaciona amb la informatització del Webster's Collegiate Dictionary. L'agost de 1968 va donar un diari d'aquest treball s Las Vegas, Nevada, per l'Associació de Maquinària Computacional. També li va donar un diari d'aquest treball a l'Acadèmia de Ciències de Nova York, que tenia una "secció sobre lexicografia i amb una secció especial sobre ordinadors", i més tard els va publicar.
En 1971-1972, Revard es va agafar un any sabàtic i marxà a Anglaterra, on va intentar fer recerca medieval a Oxford durant un període d'agitació estudiantil i trastorns que danyaren recursos bibliotecaris importants. Durant aquest període, també va començar a escriure poemes, que van ser recollits en el seu primer llibre de poesia publicat el 1980. Abans ja havia publicat en algunes revistes i antologies. Revard també ha estat professor visitant a les universitats de Tulsa i Oklahoma.
A més, ha publicat diversos articles crítics sobre literatura ameríndia, avaluant i posant en el context de les literatures americanes.

## Premis i reconeixement professional
- 2007 - Premi del Festival Amerindi d'Autors de Paraules
- 2005 - Premi a la Trajectòria, Cercle d'Escriptors Nadius d'Amèrica
- 2002 - Finalista, Premi del Llibre d'Oklahoma Book Award, categoria no ficció, per Winning the Dust Bowl
- 2000 - Escriptor de l'Any, Wordcraft Circle of Native Writers
- 1994 - Premi del Llibre d'Oklahoma, categoria poesia, per Cowboys and Indians Christmas Shopping

- L'estiu del 2003 el número de la revista, Studies in American Indian Literatures (SAIL) fou dedicat totalment a les discussions sobre l'obra de Revard; també incloïa peces seves.

Carter Revard és membre de la Modern Language Association (MLA), Association for Studies in American Indian Literature, River Styx Literary Organization, de l'Association of American Rhodes Scholars, University of Tulsa Board of Visitors, St. Louis Gourd Dancers i Phi Beta Kappa. Ha estat membre del consell, secretari i president del Centre Amerindi de St. Louis.

## Obres
- How the Songs Come Down, Salt Publications (2005), poesia
- Winning the Dust Bowl, University of Arizona Press (2001), autobiografia
- Family Matters, Tribal Affairs, University of Arizona Press (1999), autobiografia
- An Eagle Nation, University of Arizona Press (1997) poesia
- Cowboys and Indians Christmas Shopping, Point Riders Press (1992), poesia
- Ponca War Dancers, Point Riders Press (1980), poesia

## Llibres sobre Carter Revard
- The Salt Companion to Carter Revard, Ellen L. Arnold (Ed.)  Arxivat 2007-02-26 a Wayback Machine.